# Agelmund
Agelmund (også Agalmund, Agilmund) var en langobardisk konge – måske mytologisk – der regerede i slutningen af det 4. århundrede eller den første halvdel af det 5. århundrede.
Ifølge langobardernes fortællinger fortalt af Paulus Diaconus skete det, efter at Agelmund havde siddet 33 år på tronen, at langobardernes kongelejr pludselig blev angrebet af bulgarerne. Agelmund blev dræbt og hans eneste datter ført bort som slavinde. Det var et stort tab, da langobarderne havde udset sig hende som deres næste dronning. Ifølge den tyske historiker Otto Abel kunne dette tyde på, at langobarderne arvede tronen igennem den kvindelige linje. Men fortællingerne synes usandsynlige, da bulgarerne ikke nævnes andetsteds før slutningen af det 5. århundrede.
Ifølge langobardernes egne fortællinger skulle de være udvandret fra egnene omkring det nuværende Danmark, og navnet Agelmund går igen i en tidlig dansk sang som "Hagelmund")